# فهرست گرایش‌های فلسفی
- ابسوردیسم
- اگزیستانسیالیسم
- امپریالیسم
- انسان‌گرایی (اومانیسم)
- ایجیسم
- ایدئالیسم
- پسانوگرایی (پُست‌مدرنیسم)
- تکثرگرایی
- تمامیت‌خواهی (توتالیتاریسم)
- تومیسم
- حکمت متعالیه
- رمانتیسم
- سوسیالیسم
- طبیعت‌گرایی (ناتورالیسم)
- عمل‌گرایی (پراگماتیسم)
- فراواقع‌گرایی (سوررئالیسم)
- فلسفهٔ اشراق (حکمت اشراق)
- فمینیسم
- فئودالیسم
- کاپیتالیسم
- کمونیسم  (حزب کارگر)
- ماده‌گرایی (ماتریالیسم)
- مارکسیسم
- معتزله
- نهیلیسم(پوچ گرایی)
- نوگرایی (مدرنیسم)
- نومینالیسم
- واقع‌گرایی (رئالیسم)
- نوتومیست‌ها
- پوزیتیوست‌ها
- اتئیسم
- حکمت اشراق
- دئیسم
- تئیسم
- ندانم گرایی (آگنوستیکیسم)
- آنارشیسم
- فاشیسم
- ناسیونالیسم
- پوزیتیویسم
- جبرگرایی
- تاچریسم
- نئولیبرالیسم
- سکولاریسم
- نازیسم
- پوپولیسم
- سوفیسم